# Гемованадины
Гемованадины — группа ванадийсодержащих металлопротеинов, бесцветной окраски. Обнаружены в крови некоторых асцидий и других оболочников, где находятся как в свободном состоянии, так и в особых клетках — ванадоцитах. Предназначение гемованадинов не вполне ясно. По наиболее распространённой версии, гемованадины служат для транспортировки кислорода к тканям, являясь, таким образом, дыхательным пигментом. По другой версии, данные организмы накапливают ванадий для придания крови токсических свойств, с целью защиты от хищников и паразитов.